# Кримська промислова обласна рада депутатів трудящих IX скликання
Кримська обласна (промислова) рада депутатів трудящих дев'ятого скликання — представничий орган Кримської області у 1963 —1965 роках.
Нижче наведено список депутатів Кримської обласної (промислової) ради 9-го скликання, обраних 3 березня 1963 року в загальних та особливих округах. Всього до Кримської обласної (промислової) ради 9-го скликання було обрано 120 депутатів по відкритих та по закритих військових округах.
| Прізвище, ім'я, по-батькові       | Місто чи район  | Виборчий округ | Посада | Примітки              |
| --------------------------------- | --------------- | -------------- | --- | --------------------- |
| Акімов Михайло Сергійович         | Ялта            | № 75           | бригадир комплексної будівельної бригади будівельного управління № 35 тресту «Ялтабуд»                                      |                       |
| Алейникова Ніна Йосипівна         | Сімферополь     | № 48           | начальник підошвового заводу Сімферопольського шкіряно-взуттєвого комбінату імені Дзержинського                             |                       |
| Алічкін Володимир Миколайович     | Євпаторія       | № 7            | бригадир малярів будівельно-монтажного управління курорту Євпаторія                                                         |                       |
| Баран Анастасія Дмитрівна         | Євпаторія       | № 8            | бригадир рибообробників Євпаторійського рибного заводу                                                                      |                       |
| Барановський Василь Васильович    | Севастополь     | № 98           | секретар Кримської обласної ради професійних спілок                                                                         |                       |
| Бережний Сергій Тимофійович       | Керч            | № 26           | бригадир слюсарів Керченського ремонтно-механічного заводу                                                                  |                       |
| Бойко Надія Миколаївна            | Сімферополь     | № 33           | швачка-мотористка Сімферопольської швейної фабрики імені Крупської                                                          |                       |
| Валькович Олександр Павлович      | особливий округ |                | військовий |                       |
| Вітко Гнат Васильович             | Сімферополь     | № 56           | бригадир комплексної бригади Сімферопольського заводу нерудних матеріалів                                                   |                       |
| Галькевич Світлана Михайлівна     | Севастополь     | № 91           | слюсар Севастопольського ремонтно-механічного заводу                                                                        |                       |
| Гладкий Іван Мойсейович           | Сімферополь     | № 50           | машиніст локомотивного депо станції Сімферополь                                                                             |                       |
| Гладких Михайло Федорович         | Феодосія        | № 64           | бригадир Феодосійського морського порту                                                                                     |                       |
| Головльов Василь Георгійович      | Ялта            | № 73           | столяр Ялтинського морського порту                                                                                          |                       |
| Горлевий Савелій Андрійович       | Керч            | № 32           | начальник будівельного управління № 22 тресту «Керчметалургбуд»                                                             |                       |
| Григор'єв Микола Миколайович      | Євпаторія       | № 16           | голова Євпаторійської ради з управління курортами профспілок                                                                |                       |
| Грошев Олексій Семенович          | Севастополь     | № 110          | керуючий Балаклавського рудоуправління імені Горького                                                                       |                       |
| Дехнік Тетяна Володимирівна       | Севастополь     | № 93           | завідувачка лабораторії іхтіопланктону Севастопольської біологічної станції АН УРСР                                         |                       |
| Довгаленко Тамара Павлівна        | Сімферополь     | № 54           | швачка-мотористка Сімферопольської швейної фабрики імені Рози Люксембург                                                    |                       |
| Дороцинковська Юліанія Андріївна  | Сімферополь     | № 44           | штукатур будівельного управління № 51 тресту «Сімферопольбуд»                                                               |                       |
| Дружинін Володимир Миколайович    | Джанкой         | № 4            | голова Кримського промислового облвиконкому                                                                                 |                       |
| Дубов Валентин Федорович          | Керч            | № 27           | голова Орджонікідзевського райвиконкому міста Керчі                                                                         |                       |
| Емін Аркадій Кузьмович            | Керч            | № 22           | голова Керченського міськвиконкому                                                                                          |                       |
| Єгорова Надія Федорівна           | Джанкой         | № 5            | старша стрілочниця станції Джанкой                                                                                          |                       |
| Журавльов Василь Тимофійович      | Євпаторія       | № 15           | директор Сакського хімічного заводу                                                                                         |                       |
| Зав'ялов Петро Михайлович         | Сімферополь     | № 40           | в.о. голови Кримської обласної планової комісії                                                                             |                       |
| Зарубіна Таїсія Василівна         | Севастополь     | № 111          | бригадир виноградарської бригади винрадгоспу «Золота Балка»                                                                 |                       |
| Заярна Зоя Захарівна              | Керч            | № 19           | інженер із праці і зарплати Керченської швейної фабрики № 5                                                                 |                       |
| Зелена Тетяна Трохимівна          | Керч            | № 23           | розфасувальниця Керченської консервного заводу                                                                              |                       |
| Зюзін Анатолій Михайлович         | Джанкой         | № 2            | директор Джанкойського машинобудівного заводу                                                                               |                       |
| Іванов Олександр Іванович         | Феодосія        | № 69           | бригадир Феодосійського заводу підйомно-транспортного обладнання                                                            |                       |
| Іванова Ніна Петрівна             | Євпаторія       | № 11           | вчителька Євпаторійської середньої школи № 1                                                                                |                       |
| Ігнатенко Тетяна Іванівна         | Євпаторія       | № 13           | майстер-швачка Євпаторійської фабрики індивідуального пошиття                                                               |                       |
| Імангазі Савіра                   | Севастополь     | № 92           | маляр будівельного управління № 46 тресту «Севастопольбуд»                                                                  |                       |
| Іскржицька Ганна Іванівна         | Ялта            | № 85           | завідувачка імунобіологічної лабораторії нервово-соматичного сектора інституту імені Сєченова                               |                       |
| Кабакова Наталія Михайлівна       | Ялта            | № 86           | старший продавець магазину № 53 курортпродторгу                                                                             |                       |
| Кабанова Ольга Гаврилівна         | Джанкой         | № 3            | бригадир Джанкойського районного комбінату побутового обслуговування                                                        |                       |
| Калашникова Марія Михайлівна      | Ялта            | № 82           | медична сестра санаторію «Енергетик»                                                                                        |                       |
| Канцер Ніна Олександрівна         | Сімферополь     | № 45           | стержнювальниця Сімферопольського машинобудівного заводу імені Куйбишева                                                    |                       |
| Катушева Римма Миколаївна         | Севастополь     | № 104          | завідувачка навчальної частини школи-інтернату № 4 міста Севастополя                                                        |                       |
| Кірсанов Сергій Петрович          | Севастополь     | № 103          | голова Севастопольського міськвиконкому                                                                                     |                       |
| Козенко Володимир Васильович      | Сімферополь     | № 42           | слюсар машиноремонтних майстерень управління Кримського тролейбусу                                                          |                       |
| Колесник Микола Панасович         | Севастополь     | № 95           | 1-й секретар Кримського промислового обкому ЛКСМУ                                                                           |                       |
| Колосовська Раїса Олексіївна      | Сімферополь     | № 52           | лінотипістка Кримської обласної типографії                                                                                  |                       |
| Конопльов Ілля Іванович           | Ялта            | № 78           | прокурор Кримської області                                                                                                  |                       |
| Король Іван Овксентійович         | Ялта            | № 87           | в.о. голови Ялтинського міськвиконкому                                                                                      |                       |
| Король Людмила Станіславівна      | Ялта            | № 81           | маляр будівельного управління № 31 тресту «Ялтабуд»                                                                         |                       |
| Косолапов Павло Федорович         | Севастополь     | № 105          | бригадир штукатурів будівельного управління № 42 тресту «Севастопольбуд»                                                    |                       |
| Косяк Олексій Симонович           | Феодосія        | № 63           | завідувач Кримського обласного відділу народної освіти                                                                      |                       |
| Куліпанова Вероніка Миколаївна    | Сімферополь     | № 35           | викладач історико-філологічного факультету Кримського педагогічного інституту імені Фрунзе                                  |                       |
| Куриньов Яків Павлович            | Керч            | № 29           | бригадир Керченського риболовецького колгоспу імені Леніна                                                                  |                       |
| Кучеренко Ганна Автономівна       | Керч            | № 18           | робітниця електрогальванічного цеху Керченського труболиварного заводу                                                      |                       |
| Лебедєв Олександр Ілліч           | особливий округ |                | військовий |                       |
| Линяєв Микола Пантелійович        | Севастополь     | № 100          | слюсар Севастопольського монтажно- заготівельного заводу                                                                    |                       |
| Лисянський Михайло Іванович       | Сімферополь     | № 37           | муляр будівельно-монтажного управління тресту «Укрторгбуд»                                                                  |                       |
| Лосикова Катерина Єлисеївна       | Євпаторія       | № 9            | завідувачка медичної частини санаторію «Південний»                                                                          |                       |
| Лохова Юлія Миколаївна            | Севастополь     | № 102          | майстер цеху Севастопольського монтажно-заготівельного заводу                                                               |                       |
| Макухін Олексій Наумович          | Керч            | № 24           | 1-й секретар Керченського міського комітету КПУ                                                                             |                       |
| Мартинова Клавдія Яківна          | Севастополь     | № 97           | штукатур Севастопольського будівельного управління № 47                                                                     |                       |
| Матвєєва Віра Улянівна            | Керч            | № 21           | робітниця Керченського комбінату хлібопродуктів                                                                             |                       |
| Мельник Іван Іванович             | Сімферополь     | № 36           | слюсар Сімферопольського механічного заводу                                                                                 |                       |
| Миронець Микола Григорович        | Ялта            | № 79           | редактор «Курортной газеты»                                                                                                 |                       |
| Мисов Леонід Дмитрович            | Євпаторія       | № 14           | в.о. голови Євпаторійського міськвиконкому                                                                                  |                       |
| Мордвинов Володимир Олександрович | Ялта            | № 84           | бригадир комплексної бригади будівельного управління № 38 тресту «Ялтабуд»                                                  |                       |
| Муртазаєв Ілля Васильович         | Ялта            | № 77           | бригадир комплексної бригади Ялтинського грузового автопарку № 3                                                            |                       |
| Назаров Юрій Аркадійович          | Феодосія        | № 70           | слюсар-наладник Старокримського міського промкомбінату                                                                      |                       |
| Насташенко Анатолій Григорович    | Феодосія        | № 66           | машиніст-регулювальник Феодосійської тютюнової фабрики                                                                      |                       |
| Нестеренко Семен Пилипович        | Джанкой         | № 1            | голова Джанкойського міськвиконкому                                                                                         |                       |
| Ничик Тетяна Степанівна           | Севастополь     | № 109          | робітниця Балаклавського заводу будівельних матеріалів                                                                      |                       |
| Новиков Борис Олександрович       | особливий округ |                | військовий |                       |
| Павлов Володимир Вікторович       | особливий округ |                | військовий |                       |
| Павлов Михайло Федорович          | Сімферополь     | № 59           | слюсар-лекальник Сімферопольського машинобудівного заводу                                                                   |                       |
| Паламарчук Петро Тимофійович      | особливий округ |                | полковник, начальник 79-го прикордонного загону КДБ СРСР                                                                    |                       |
| Піддубний Іван Маркович           | Феодосія        | № 72           | майстер з ремонту Судацького автомобільного парку                                                                           |                       |
| Пінчук Василь Максимович          | Сімферополь     | № 58           | головний енергетик Кримського обласного будівельного тресту                                                                 |                       |
| Попов Михайло Іванович            | Феодосія        | № 71           | слюсар Феодосійського механічного заводу                                                                                    |                       |
| Попова Лідія Василівна            | Севастополь     | № 94           | швачка Севастопольської швейної фабрики                                                                                     |                       |
| Попросименко Микола Пилипович     | Севастополь     | № 96           | водій Севастопольської автобази № 2                                                                                         |                       |
| Прилепський Петро Прокопович      | особливий округ |                | військовий комісар Кримської області                                                                                        |                       |
| П'янков Федір Олександрович       | Євпаторія       | № 12           | в.о. завідувача Кримського обласного фінансового відділу                                                                    |                       |
| П'яткін Кирило Дмитрович          | Сімферополь     | № 47           | декан, доктор медичних наук, професор Кримського медичного інституту                                                        |                       |
| Раєвський Борис Прокопович        | Сімферополь     | № 61           | фрезерувальник заводу «Сільгоспдеталь» міста Сімферополя                                                                    |                       |
| Ревкін Михайло Васильович         | Сімферополь     | № 51           | 1-й секретар Сімферопольського міського комітету КПУ                                                                        |                       |
| Рижиков Андрій Трифонович         | Севастополь     | № 89           | начальник Кримського обласного управління охорони громадського порядку                                                      |                       |
| Русак Анатолій Іполитович         | Севастополь     | № 88           | капітан-директор траулера «Євпаторія»                                                                                       |                       |
| Рушковська Тамара Яківна          | Сімферополь     | № 55           | бригадир швейної дільниці Сімферопольської трикотажної фабрики                                                              |                       |
| Рябоконь Любов Ісаківна           | Сімферополь     | № 34           | фрезерувальниця Сімферопольського заводу пластмасових виробів                                                               |                       |
| Савіночкін Микола Олексійович     | Сімферополь     | № 41           | столяр-верстатник Сімферопольського заводу залізобетонних виробів                                                           |                       |
| Саранцев Олександр Павлович       | Ялта            | № 76           | секретар Кримського промислового облвиконкому                                                                               |                       |
| Сидорова Леокадія Сергіївна       | Севастополь     | № 90           | завідувачка хірургічного відділення 1-ї міської лікарні Севастополя                                                         |                       |
| Солодка Галина Василівна          | Керч            | № 20           | робітниця-мотальниця Керченської бавовнопрядильної фабрики                                                                  |                       |
| Сосницький Сергій Васильович      | Сімферополь     | № 53           | заступник голови Кримського промислового облвиконкому                                                                       |                       |
| Сотник Ніна Михайлівна            | Севастополь     | № 108          | робітниця-гальванік Севастопольського приладобудівного заводу                                                               |                       |
| Стешов Борис Олександрович        | Севастополь     | № 106          | секретар Кримського промислового обкому КПУ                                                                                 |                       |
| Суркін Микола Прокопович          | Керч            | № 31           | 1-й секретар Кримського промислового обкому КПУ                                                                             |                       |
| Тараненко Марія Федорівна         | Ялта            | № 74           | робітниця холодильника Ялтинського рибокомбінату                                                                            |                       |
| Тимошина Галина Дмитрівна         | Сімферополь     | № 39           | актриса Кримського російського драматичного театру імені Горького                                                           |                       |
| Тітенко Ганна Степанівна          | Ялта            | № 80           | завідувачка Кримського обласного відділу охорони здоров’я                                                                   |                       |
| Ткачук Михайло Дмитрович          | Феодосія        | № 68           | слюсар Феодосійського механічного заводу                                                                                    |                       |
| Томський Михайло Гаврилович       | особливий округ |                | контрадмірал, начальник 31-го науково-дослідного центру ВМФ в м. Феодосії                                                   |                       |
| Тупалова Лідія Василівна          | Феодосія        | № 67           | контролер Феодосійської панчішної фабрики                                                                                   |                       |
| Удоденко Віра Петрівна            | Ялта            | № 83           | лікар-ординатор санаторію «Нижня Ореанда»                                                                                   |                       |
| Фетисова Валентина Олексіївна     | Сімферополь     | № 62           | верстатниця Кримської меблевої фабрики                                                                                      |                       |
| Філоненко Борис Хомич             | Керч            | № 30           | директор Керченського металургійного заводу імені Войкова                                                                   |                       |
| Хоменко Іван Андрійович           | Сімферополь     | № 38           | голова Сімферопольського міськвиконкому                                                                                     |                       |
| Цибізов Григорій Андрійович       | Євпаторія       | № 17           | начальник Кримського обласного управління торгівлі                                                                          | помер 24.09.1963 року |
| Чалий Василь Пилипович            | особливий округ |                | віцеадмірал, 1-й заступник командувача Чорноморського флоту                                                                 |                       |
| Чемодуров Трохим Миколайович      | Сімферополь     | № 49           | секретар Кримського промислового обкому КПУ, голова Кримського промислового обласного комітету партійно-державного контролю |                       |
| Чердаклі Віктор Юхимович          | Євпаторія       | № 6            | токар Євпаторійського ремонтного заводу                                                                                     |                       |
| Чечет Лідія Олексіївна            | Севастополь     | № 112          | технік будівельного цеху Севастопольської ДРЕС                                                                              |                       |
| Чирва Іван Сергійович             | Євпаторія       | № 10           | секретар Кримського промислового обкому КПУ                                                                                 |                       |
| Чорноморець Діана Петрівна        | Сімферополь     | № 57           | майстер-пекар Сімферопольського хлібозаводу № 3                                                                             |                       |
| Чуракова Ніна Федорівна           | Сімферополь     | № 60           | ткаля Сімферопольської ткацької фабрики                                                                                     |                       |
| Шапошникова Олександра Євгенівна  | Сімферополь     | № 46           | водій трамвая Сімферопольського управління трамвая                                                                          |                       |
| Шевцова Лідія Іванівна            | Севастополь     | № 101          | робітниця Севастопольського ремонтно-механічного заводу                                                                     |                       |
| Шестакова Валентина Павлівна      | Феодосія        | № 65           | вчителька Феодосійської середньої школи № 2                                                                                 |                       |
| Шмалей Людмила Олексіївна         | Керч            | № 25           | водій електронавантажувача Керченського склотарного заводу                                                                  |                       |
| Шпаков Микола Павлович            | Севастополь     | № 107          | слюсар цеху Севастопольського приладобудівного заводу                                                                       |                       |
| Щиренкова Анастасія Прохорівна    | Севастополь     | № 99           | водій тролейбуса Севастопольського управління тролейбуса                                                                    |                       |
| Яворський Григорій Ілліч          | Сімферополь     | № 43           | старший майстер механічної дільниці Сімферопольського електромашинобудівного заводу                                         |                       |
| Янчевський Володимир Андрійович   | Керч            | № 28           | машиніст електровоза залізничного цеху Камиш-Бурунського залізорудного комбінату                                            |                       |

16 березня 1963 року відбулася 1-а сесія Кримської обласної (промислової) ради депутатів трудящих 9-го скликання. Головою виконкому обраний Дружинін Володимир Миколайович;  заступниками голови виконкому — Макухін Олексій Наумович,  Сосницький Сергій Васильович, Чемодуров Трохим Миколайович; секретарем облвиконкому — Саранцев Олександр Павлович. 
Членами виконкому ради обрані Алейникова Ніна Йосипівна,  Грошев Олексій Семенович,  Зав'ялов Петро Михайлович, Павлов Михайло Федорович,  П'янков Федір Олександрович,  Рижиков Андрій Трифонович, Суркін Микола Прокопович,  Цибізов Григорій Андрійович.
Головами комісій Кримської обласної промислової Ради депутатів трудящих обрані: мандатної — Ревкін Михайло Васильович, бюджетної — Король Іван Овксентійович, промислово-транспортної — Філоненко Борис Хомич, народної освіти — Куліпанова Вероніка Миколаївна, торгівлі та громадського харчування — Мисов Леонід Дмитрович, житлово-комунального господарства— Барановський Василь Васильович, культурно-просвітницької роботи —  Дубов Валентин Федорович, соціалістичної законності та громадського порядку — Паламарчук Петро Тимофійович, охорони здоров'я і курортів — П'яткін Кирило Дмитрович. 
Сесія затвердила обласний виконавчий комітет у складі: голова планової комісії — Зав'ялов Петро Михайлович, завідувач відділу народної освіти — Косяк Олексій Симонович, завідувач відділу охорони здоров'я —Тітенко Ганна Степанівна, завідувач фінансового відділу— П'янков Федір Олександрович,  завідувач відділу соціального забезпечення — Кучерук Микола Ілліч, завідувач відділу комунального господарства —Низовий Іван Никонович, завідувач організаційно-інструкторського відділу — Єрохін Степан Юхимович, начальник архівного відділу — Бєлікова Олександра Дем'янівна, завідувач загального відділу —Корабльов Григорій Дмитрович, начальник відділу у справах будівництва і архітектури — Мелік-Парсаданов Віктор Паруйрович, завідувач відділу капітального будівництва — Іванов Олександр Іванович, начальник управління охорони громадського порядку — Рижиков Андрій Трифонович, начальник управління постачання і збуту — Бєлоконь Панас Микитович, начальник управління торгівлі — Цибізов Григорій Андрійович, начальник управління побутового обслуговування населення — Смородін Григорій Іванович, начальник управління професійно-технічної освіти — Овдієнко Микола Андрійович, начальник управління культури — Кожухов Петро Пантелійович, начальник управління зв'язку – Проскурін Іван Прокопович. 

7 грудня 1964 року відбулася VIII об'єднана сесія Кримської промислової та сільської рад депутатів трудящих.
Головою виконкому обраний Дружинін Володимир Миколайович; першим заступником голови виконкому — Мойсеєв Микола Андрійович;  заступниками голови виконкому — Деркач Анатолій Петрович,  Кулаков Костянтин Федорович, Чемодуров Трохим Миколайович; секретарем облвиконкому — Саранцев Олександр Павлович.
Головами комісій Кримської обласної Ради депутатів трудящих обрані: мандатної — Солодовник Леонід Дмитрович, бюджетно-фінансової — Король Іван Овксентійович, промислово-транспортної — Пінчук Василь Максимович, сільськогосподарської — Волков Леонід Григорович, народної освіти — Куліпанова Вероніка Миколаївна, торгівлі та громадського харчування — Омесов Андрій Олексійович, житлово-комунального господарства— Барановський Василь Васильович, культурно-просвітницької роботи —  Матвєєнко Віктор Миколайович, шляхового будівництва і благоустрою — Сенкевич Тимофій Прокопович, соціалістичної законності та громадського порядку — Паламарчук Петро Тимофійович, охорони здоров'я і курортів — П'яткін Кирило Дмитрович. 
Сесія затвердила обласний виконавчий комітет у складі: голова планової комісії — Куришев Олександр Іванович, завідувач відділу народної освіти — Штикало Федір Єфремович, завідувач відділу охорони здоров'я —Мецов Петро Георгійович, завідувач фінансового відділу — Євтушенко Павло Павлович,  завідувач відділу соціального забезпечення — Кучерук Микола Ілліч, завідувач відділу комунального господарства — Низовий Іван Никонович, завідувач відділу оргнабору робітників і переселення — Нікерін Костянтин Данилович,  завідувач організаційно-інструкторського відділу — Татарников Олексій Ілліч, завідувач архівного відділу — Бєлікова Олександра Дем'янівна, завідувач загального відділу —Левченко Григорій Федорович, начальник відділу у справах будівництва і архітектури — Мелік-Парсаданов Віктор Паруйрович, завідувач відділу капітального будівництва — Іванов Олександр Іванович, начальник управління охорони громадського порядку — Захаров Віталій Федорович, начальник управління виробництва і заготівель сільськогосподарських продуктів — Кулаков Костянтин Федорович, начальник управління із зрошувального землеробства — Іванін Леонід Якович, начальник управління торгівлі — Макєєв Андрій Іванович, начальник управління постачання і збуту — Бєлоконь Панас Микитович, начальник управління побутового обслуговування населення — Смородін Григорій Іванович, начальник управління професійно-технічної освіти — Овдієнко Микола Андрійович, начальник управління культури — Івановський Георгій Васильович, начальник управління кінофікації — Кожухов Петро Пантелійович, начальник управління зв'язку — Проскурін Іван Прокопович, начальник управління лісового господарства і лісозаготівель — Андроновський Олександр Ілліч,  начальник управління будівництва та експлуатації автомобільних доріг — Строков Я.А.,  начальник управління з преси — Соколов Ф.О.,  голова комітету з телебачення і радіомовлення — Щербаченко Я.С. 